# Маяк Монток-Пойнт
Маяк Монток-Пойнт (англ. Montauk Point Light) — маяк, расположенный на самой восточной точке острова Лонг-Айленд — мысе Монток-Пойнт, округ Саффолк, штат Нью-Йорк, США. Построен в 1797 году. Автоматизирован в 1987 году. Является вторым по высоте действующим маяком штата Нью-Йорк после маяка острова Файр, 42-й по высоте маяк страны.

## История
Маяк Монтон-Пойнт был настолько важен для безопасного судоходства, что его строительство одобрил лично Джордж Вашингтон в 1792 году. Тендер на его строительство выиграл Джон Маккомб с проектом стоимостью 22 300$. Строительство началось в июне 1796 года и завершилось в начале 1797 года. Маяк представлял собой белую восьмиугольную башню из красного песчаника из реки Коннектикут высотой 24 метра. Кирпичный двухэтажный дом смотрителя был построен в 1837 году. В 1857 году на маяк была установлена линза Френеля. В 1860 году маяк подвергся масштабной реконструкции: высота башни была увеличена на 10 метров, деревянную лестницу внутри сменила железная, а также был построен новый двухэтажный дом смотрителя, сохранившийся до наших дней. В 1873 году на маяк был добавлен противотуманный сигнал. В 1897 году он был перемещен в отдельную постройку. В 1899 году на маяк была добавлена коричневая полоса. Береговая охрана США в 1987 году автоматизировала маяк. В настоящее время маяк открыт для посещения в качестве музея.
В 1969 году он был включен в Национальный реестр исторических мест.